# FLEX (人工衛星)
FLEX（Fluorescence Explorer：蛍光エクスプローラー）は欧州宇宙機関(ESA)によって2025年の打ち上げが計画されている地球観測衛星である。
植物の光合成に伴って葉緑素から発する蛍光を衛星軌道から観測し、光合成の活動を定量的に把握することで、気候変動の研究上重要な炭素循環の研究や、農業生産に関わる植物の成長と健康状態を把握することを目指している。

## 概要
地球上の植物による光合成は大気中の二酸化炭素濃度に関わる決定的な要因であり、その光合成の動態を示すクロロフィル太陽光誘起蛍光（Solar Induced Chlorophyll Fluorescence：SIF）の観測は地球温暖化対策において重要な指標となるが、衛星リモートセンシングによるクロロフィル蛍光の観測は比較的歴史が新しく、2011年に初めて温室効果ガス観測衛星GOSAT（いぶき）の観測データを用いたクロロフィル蛍光の全球マッピングとその季節変動が発表された
。
FLEXはこのクロロフィル蛍光の観測を専門に観測する初の人工衛星として提案され、ESAは2015年11月に地球観測衛星シリーズEarth Exploreの8番目のミッションとしてこれを選定し
、
衛星製造の契約を2019年1月にタレス・アレーニア・スペースと交わした
。
衛星はプラットフォームのMYRIADE EVOLUTIONSに観測機器である蛍光イメージング分光計FLORISを搭載し2枚のソーラーパネルを備えた構成で重量は約460kgである。
打ち上げはアリアンスペース社のロケットVEGA-Cによって2025年に行う計画となっており
。
コペルニクス計画による2基のSentinel-3衛星のうち1基と連携して観測を行うために、その100km先を飛行する軌道にFLEXを投入する予定である。

## 観測機器
搭載される観測装置FLORISはペッツバールレンズを用いた焦点距離234.5mmの光学系を持ち、クロロフィル蛍光の観測波長に最適化されたプッシュブルーム方式の蛍光イメージング分光計である。赤色可視光～近赤外線（波長500～780nm）における解像度300mのスペクトル画像を観測幅150kmのスキャンで取得し、回帰日数27日の軌道を周回し観測を行うことで、クロロフィル蛍光の全球観測データをほぼ1ヵ月ごとに更新する。本機器の設計・製作・テストは7400万ユーロの契約でイタリアのレオナルド・フィンメッカニカ社が受注した
。